# Trois R
Pour les articles homonymes, voir Les trois R.
Les trois R ou 3R (pour « réduire, réutiliser, recycler ») sont un objectif de gestion des produits en fin de vie et des déchets qui en découlent. Il consiste à réduire à la source la quantité de produits consommés, réutiliser des produits ou certaines de leurs parties qui deviendraient autrement des déchets, et enfin recycler les matières premières.
Les produits qui arrivent en fin de vie et qui ne peuvent pas entrer dans ce schéma sont considérés comme des déchets ultimes : ils ne peuvent qu'être stockés, éventuellement en attendant de trouver un moyen de les faire retourner dans le circuit.
Cette stratégie s'inscrit dans la stratégie publique française des trois R fixée dans le décret Réemploi de 2021, dit Décret 3R, à destination des filières professionnelles des emballages ménager (production, conditionnement, recyclage). Ce décret appuie la loi anti-gaspillage pour une économie circulaire (loi AGEC) de 2020.
Cette stratégie connaît une variante plus détaillée concernant les biodéchets, la règle des 5 R, qui constitue une des bases de la démarche zéro déchet.

## Historique
Il est difficile de définir l'exacte origine de la théorie des 3R, mais pour beaucoup sa création proviendrait de la mise en place en 1970 du Jour de la Terre. Lors des célébrations, l'objectif était de sensibiliser les communautés à la sauvegarde de la planète. Par la suite, de nombreux actes de lois aux États-Unis ont introduit les concepts de recyclage et de ressourcerie.

## Réduire
La réduction des déchets peut se faire à deux niveaux : réduction de la consommation de biens ou réduction de la consommation d'énergie. En effet, à l'heure actuelle, la production d'énergie produit elle-même de nombreux déchets au sens large (dioxyde de carbone, déchets nucléaires…).
L'objectif de cette démarche est de :
- limiter les quantités d'objets destinés à un usage unique (par exemple, les pailles en plastique, les sacs en plastique, les gobelets, les emballages pourraient être réutilisés (grâce à une consigne) plutôt que jetés après usage) ;
- limiter la quantité de matière composant ces produits jetables (les emballages sont l'exemple de progrès permanents pour limiter leur poids ou volume au strict nécessaire ; la directive européenne 94/62/CE fixe le cadre de ces exigences) ;
- favoriser la réutilisation des produits (par exemple en commercialisant des recharges prêtes à l'emploi).
- adapter les appareils en fonction des besoins (par exemple, ne pas faire tourner une machine à laver à moitié chargée ou encore ne pas acheter un réfrigérateur plus grand que ses besoins qui consommera plus d'électricité inutilement).
- faire la chasse aux gaspillages : réduction des fuites d'eau, arrêt des appareils en veille, utilisation d'ampoules à basse consommation, conduite moins sportive…
- refuser (les courriers indésirables, les publicités, les prospectus, etc.) ; certaines associations et spécialistes du zéro déchet ajoutent d'ailleurs un quatrième R avec refuser[3].
- changer de mode de vie et ainsi utiliser moins de produits pour l'entretien de la maison ou pour l'hygiène corporelle.

On réduit ainsi la quantité de matière et de produits impossibles à réutiliser ou à recycler.

## Réutiliser
La réutilisation consiste à conserver la plus grande partie du produit en fin de vie et à le remettre en état d'être utilisé. La pratique du réemploi est largement soutenue par le réseau des ressourceries.

### Solidarité
Les produits qui ont subi une usure mais restent utilisables après de menues réparations peuvent être transmis à d'autres usagers moins regardants sur leur état général : ainsi, les vêtements, le mobilier, les jouets, les cartons ou les appareils électroménagers en état de marche peuvent être réutilisés : les associations caritatives comme Emmaüs, le Secours catholique, la Croix-Rouge ou encore les ressourceries reprennent ces objets en bon état, voire viennent les chercher à domicile. En France, le réseau Envie reprend l'électroménager, le remet en état et trie les éléments inutilisables avec un personnel en réinsertion puis revend à bas prix mais avec une garantie du matériel. Il est aussi possible de rejoindre un groupe Freecycle qui met en relation, par le biais d'une liste de diffusion, des personnes qui souhaitent se débarrasser d'objets qui les encombrent avec des personnes qui en ont besoin.

### Reconditionnement
Il s'agit d'une réutilisation du produit ou de ses composants principaux (les plus robustes, ou les plus chers ou difficiles à produire), lorsqu'il est possible de ne changer que les parties usées et les parties consommables pour en refaire un produit prêt à la revente : cartouches d'encre pour imprimantes et consommables d'impression, moteurs et pièces détachées d'automobiles refaits à neuf (pièces dites « d'échange standard »)…

### Consommables courants
De nombreux objets de la vie courante peuvent être facilement réutilisés : sacs plastiques, feuilles de papier (en ré-utilisant le papier déjà imprimé sur la seconde face ou comme brouillon), etc.

### Consigne
Le bilan écologique de la consigne est toutefois difficile à évaluer : certes un camion amenant les bouteilles peut repartir rempli de bouteilles vides, au lieu de chercher un autre chargement et qu'un autre camion vide aille chercher le verre dans les bacs de récupération. Mais un camion transportant de l'eau en bouteilles de verre transporte plus de 25 % d'emballages contre 4 à 5 % dans le cas d'un camion transportant de l'eau en bouteilles plastiques. D'autre part, si la bouteille consignée est réutilisable à moindre consommation d'énergie (nettoyage), le transport des bouteilles vides est un gouffre financier. Le tri manuel des bouteilles consignées est également très cher, tandis que le tri automatique fonctionne mal en raison de la grande diversité des bouteilles. Toutefois, l'énergie pour refondre la bouteille est en faveur du réemploi plutôt que du verre perdu. De plus la collecte sélective du verre ne permet pas en France de faire du verre blanc faute de trier les verres colorés et les verres blancs lors de la récupération.
Une analyse du cycle de vie réalisée pour le compte de la « brasserie Météor » et reprise par l'ADEME (dite rapport Deroche) a montré les avantages environnementaux de l'usage de la consigne par rapport à celui de bouteilles à usage unique.
Par ailleurs, une étude réalisée dans le cadre du Plan de réduction des déchets du programme BOREAL, porté par l'ADEME dans la Région Nord Pas de Calais, analyse les coûts liés à la destruction des emballages en verre et préconise le réemploi des bouteilles, après lavage, dans les productions de boissons requérant des bouteilles particulièrement solides car adaptées aux pressions internes par exemple la bière, les sodas, les eaux gazeuses ou le cidre[source insuffisante]
Le 5 décembre 2012, à l'initiative de l'association Eco Science Provence, a eu lieu la 1re journée nationale technique de la consigne du verre en France. Cette journée s'est déroulée dans les locaux de la Fondation Nicolas Hulot qui a accueilli plusieurs collectivités venues pour parler de leur expérience et de l'état d'avancement de la consigne des bouteilles en verre sur leur territoire[réf. souhaitée].

## Recycler
Le recyclage concerne les matériaux dont sont constitués les produits en fin de vie. Il consiste essentiellement à récupérer ces matériaux pour s'en servir comme matières premières pour de nouveaux produits. Cette étape est essentielle dans le concept d'économie circulaire, dans lequel le déchet n'est plus déchet mais matière première réintroduite dans le cycle de production.
Dans certains cas, il se limite à leur valorisation en énergie (principalement par incinération avec récupération de chaleur) et en déchets ultimes. Une voiture moderne doit être recyclable à un certain pourcentage minimum.
L'étape préliminaire au recyclage est le tri des déchets.

### Cas particulier des déchets nucléaires
Certains déchets nucléaires issus des réacteurs nucléaires « classiques » peuvent être réutilisés comme combustibles par des réacteurs à neutrons rapides et à sodium. Cela produit d'autres déchets nucléaires terminaux, de radioactivité moindre.
Le groupe Areva annonce qu'il traite ses déchets et recycle 95 % de l'uranium et 1 % du plutonium afin de les transformer en nouveaux combustibles. Il reste ce que les professionnels appellent les déchets ultimes, non recyclables, 4 % selon Areva.

## Variantes
De nombreuses variantes autour de la dénomination 3R sont proposées, toujours avec pour objectif le respect de l'environnement. En particulier, sont proposés :
- « réparer »[9],[10],[11] ;
- « ré-imaginer » (imaginer un monde moins producteur de déchets)[10] ;
- « recouvrir » (par exemple, récupérer l'énergie de la combustion, lors de la destruction)[12] ;
- « repenser » (réfléchir en amont au volume et au recyclage des produits, avant leur achat)[12].

Béa Johnson a également développé les concepts de « refuser » et « composter » (rot en anglais), créant ainsi la règle des 5 R.

### Valorisation
Les 3R peuvent également être complétés par la valorisation, pour former les « 3RV ». Cette dernière étape possible, après les 3R et avant l'élimination, vise à donner au déchet une nouvelle valeur d'usage.
Plusieurs procédés en font partie, notamment :
- l'utilisation des biogaz générés par l'enfouissement de déchets organiques, pour produire de l'énergie ;
- le compostage des déchets organiques pour renouveler et enrichir les sols ;
- l'incinération des déchets à forte valeur énergétique (le bois, notamment) pour produire de l'énergie.

Cette voie est appelée à se développer. Ainsi, en France, la loi relative à la transition énergétique pour la croissance verte votée en mai 2015 vise à favoriser la production d'énergie issue de la valorisation des déchets lorsqu'ils ne sont pas recyclables.